# Val de Germigny
Le Val de Germigny ou Vallée de Germigny est une région naturelle de France située à l'est du département du Cher, en région Centre-Val de Loire.

## Toponymie
Ce pays traditionnel tient son nom du village de Germigny-l'Exempt.

## Situation
Le Val de Germigny est située dans le Cher, mais historiquement dans le Bourbonnais, autour de la ville de Sancoins. Il est entouré par les régions naturelles suivantes :
- Au nord par la Champagne berrichonne,
- A l’est par le Nivernais
- Au sud par le Bocage bourbonnais
- A l’ouest par le Boischaut Sud.

Il est séparé du Nivernais par l'Allier jusqu'au Bec d'Allier puis par la Loire jusqu'à Marseilles-lès-Aubigny. Au sud, le bois de Bougy et l'étang de Goule font transition avec le bocage bourbonnais. Le village de Saint-Pierre-les-Étieux marque l'extrémité sud du pays alors qu'à l'ouest la transition avec la champagne berrichonne est plus vague et se place approximativement au niveau des villages de Blet et Nérondes. Cela correspond aux contrebas du balcon de la grande cuesta de la vallée de la Loire dans le département du Cher.